# Montegrosso d'Asti
Montegrosso d'Asti (Mongròss in piemontese) è un comune italiano di 2 337 abitanti della provincia di Asti in Piemonte. 
L'intera zona fa parte del patrimonio mondiale dell'UNESCO.

## Geografia fisica
Il comune di Montegrosso d'Asti si trova a circa 15 km da Asti, nella regione storica e vinicola dell'Astesana.

## Storia

### Origini del territorio
Cinque milioni di anni fa, l'astigiano si presentava come un mare profondo non più di 200 metri. Il territorio dove sarebbe sorta Montegrosso si trovava al centro di un bacino marino. In seguito l'accumulo di sedimenti, per lo più trasportati in mare dai corsi d'acqua, provocò l'innalzamento del fondale marino e il formarsi di depositi di sabbia che andarono a costituire gli strati superiori di numerosi rilievi collinari. Due/tre milioni di anni fa il territorio si presentava come una vasta pianura coperta, costellata di laghetti e paludi. I fossili testimoniano quale fauna avesse in essa il suo habitat: rinoceronti, mastodonti, elefanti, iene e ghepardi. Un milione e ottocentomila anni fa ebbe inizio la cosiddetta era glaciale. I fossili di questo periodo presentano un ambiente biotico modificato a causa del clima più rigido: abbondano le conifere e compare il mammuth..

### Il basso Medioevo
La tradizione locale fa risalire al 1134 la fondazione del paese, quando i superstiti di una pestilenza che colpì le vicine località si sarebbero insediati sul colle dell'attuale abitato cercando di sfuggire all'epidemia in atto. Sempre secondo la tradizione il marchese Bonifacio del Vasto vi avrebbe fatto costruire un castello con due torri che furono abbattute successivamente da Federico Barbarossa. In realtà Montegrosso nacque come villanova per iniziativa del comune di Asti, che il giorno 18 gennaio 1198 concesse la cittadinanza agli abitanti di alcuni villaggi della val Tiglione assieme alla facoltà di associarsi per la fondazione di un nuovo centro abitato. Si trattava dei villaggi di Monte Leuco (oggi Bricco Lu nel comune di Costigliole d'Asti), di Messadio (oggi frazione Santo Stefano di Montegrosso), di Caprarolio (già nel comune di Isola d'Asti) di Vigliano e di Isola, che il Comune astese voleva sottrarre al controllo diretto o indiretto ivi esercitato da Manfredi I Lancia conte di Loreto. I patti furono sottoscritti da Anselmo Piria di Monteleuco, Anfosso Camolato di Messadio, Enrico Mosca e Astesano Moranio a nome loro e degli homines che da quel momento si ponevano sotto la giurisdizione astigiana. La villanova di Montegrosso fu realizzata poco tempo dopo: nel 1205 risulta già costruita e attiva e nel 1207 vi compare la chiesa di San Secondo. Da allora il paese rimase ininterrottamente sotto il diretto dominio di Asti, e dalla metà del XIV secolo fu stabilmente inserito nel Districtus Civitatis Astensis, una formazione territoriale composta da una ventina di comuni e villaggi che non potevano essere ceduti in feudo ma che dovevano rimanere nel patrimonio della repubblica astese.

### Tra guelfi e ghibellini
Proprio lo status di villaggio demaniale costò a Montegrosso un pesante coinvolgimento nel corso delle guerre civili che nei primi decenni del Trecento videro contrapporsi in Asti gli esponenti del partito guelfo e di quello ghibellino alla conquista del potere sulla città e sul suo vasto territorio. Gli eventi più drammatici si svolsero nell'anno 1316. Nel mese di marzo i ghibellini astigiani, che i guelfi avevano cacciato dalla città, sotto il comando del marchese Incisa della Rocchetta attaccarono di notte Montegrosso e riuscirono ad impadronirsene con facilità grazie al tradimento di un certo Giacomo Gambino; gli abitanti terrorizzati fuggirono, ma molti furono imprigionati e costretti a pagare pesanti riscatti; gli assalitori saccheggiarono le case procurandosi un ricco bottino facendo del paese una base per le loro operazioni di guerriglia. La reazione guelfa non si fece attendere a lungo: il seguente 26 luglio l'esercito astigiano, comandato dal siniscalco angioino Ricciardo Gambateisa, assediò Montegrosso vincendo in quattro giorni la resistenza degli occupanti ed espugnandolo il giorno 30 luglio. La rappresaglia fu terribile, e il paese non solo fu nuovamente saccheggiato, ma anche dato alle fiamme e distrutto. 
Secondo alcuni scrittori eruditi del XIX secolo il cardinale Bertrando del Poggetto, inviato dal papa Giovanni XXII per contrastare l'espansionismo di Matteo Visconti, si stabilì a Montegrosso nel 1319 e l'anno successivo vi ospitò il futuro re di Francia Filippo di Valois, accorso con un esercito di mille cavalieri a sostenere la causa guelfa. In realtà i fatti si svolsero nella città di Asti, dove il cardinale fece residenza tra il 6 agosto 1320 e il 19 febbraio 1322. Verso la metà del Trecento l'antico castello, originariamente composto da una casaforte a due piani posta su un forte terrapieno, fu ampliato e qualificato con l'aggiunta di due ali laterali e di quattro torri angolari cilindriche, due delle quali furono poi demolite in epoche successive. 

### I Roero di Montegrosso.
Non essendo Montegrosso un paese feudale, il Comune di Asti vi eleggeva il Podestà, mentre il Governatore della città ne nominava il Castellano. Il primo durava in carica un anno, e veniva scelto tra i membri del Consiglio comunale astigiano; il secondo, che era incaricato della difesa militare, aveva invece carattere vitalizio e non di rado ereditario. Già nel 1385 troviamo un Bartolomeo Roero nella carica di Podestà e in seguito la Castellania viene stabilmente affidata ai suoi discendenti, che dagli inizi del XVI prenderanno il titolo di Roero di Montegrosso. Quella dei Roero fu una delle più ricche ed influenti famiglie astigiane, arricchitasi a dismisura nel XIII e XIV secolo con l'esercizio del commercio e del prestito, e in seguito diventata dinastia prettamente feudale con l'acquisizione di un gran numero di villaggi e terre in Astesana e nell'intero Piemonte. Nel 1618 il duca Carlo Emanuele I di Savoia signore di Asti e della sua Contea, bisognoso di denaro, abolisce l'antico Districtus Civitatis Astensis di cui Montegrosso fa parte, e dispone la vendita delle giurisdizioni dei venti paesi che lo compongono. La vendita e l'infeudazione di Montegrosso avranno luogo nel 1619 a beneficio di Giovanni Bartolomeo Roero, che muore senza figli nel 1659, lasciando il feudo in eredità al fratello Percivalle. Alla morte di costui senza figli maschi, Montegrosso è diviso a metà tra le due figlie: Antonia Girolama sposata Coardi di Carpeneto e Silvia Margherita sposata Gonteri di Cavaglià. Nel 1715 il feudo è passato ai figli delle ultime discendenti dei Roero di Montegrosso:  Filiberto Giacinto Gonteri, marchese di Cavaglià e Nicola Coardi, conte di Quarto e di Carpeneto. Nel 1758 è pervenuto al marchese Carlo Maurizio Gonteri residente in Casale Monferrato e al barone Carlo Cesare Coardi di Carpeneto residente in Torino. Nel 1789 l'intero feudo perviene nelle mani di Carlotta Gonteri che lo porta in dote al marito Alessandro Doria Eleazzaro marchese del Maro e Cirié.

### Montegrosso alla metà del XVIII secolo
Nel 1748 il Trattato di Aquisgrana metteva fine alla lunga guerra di successione austriaca che aveva pesantemente coinvolto il Regno di Sardegna: Asti e le terre dell'Astesana furono invase e occupate dalle truppe franco-spagnole tra il 1745 e il 1746, sopportando pesanti danni di guerra. Per agevolare la ricostruzione fu richiesto agli Intendenti di Finanza di redigere minuziose relazioni sullo stato delle province ad essi affidate. L'intendente della provincia di Asti, conte Giovan Francesco Balduini di Santa Margherita, eseguiva la sua ricognizione tra il 1750 e il 1753, e la dettagliata relazione che ne seguì costituisce un prezioso documento storico che ci permette di conoscere dettagliatamente le condizioni economiche, demografiche e sociali delle terre astigiane in quegli anni. Di seguito se ne riproducono alcuni paragrafi e alcuni dati interessanti.

#### Il paese
"Egli è un luogo unito e non diviso in borgate, situato sopra un colle circondato da piccole valli (...) distante dà Stati esteri, cioè dal Pavese miglia quaranta, e dal Genovesato miglia venticinque. Li beni di questo territorio consistono in prati, vigne, campi e boschi. (...) Per pascoli comuni servono tavole settanta di zerbido attorno alle muraglie del Castello, e altre tavole dieci pure di zerbido nella regione di Bagnerio, quali, sebbene non siano sufficienti per il pascolo di tutte le bestie del luogo, giovano però a tal fine le ripe delle strade e li prati delle valli. Li boschi, per essere tutti cedui e di ragione degli abitatori, non servono ad altro che al loro focaggio, e siccome il terreno è di sua natura di buona qualità e ben coltivato, oltre le piante, che si osservano in buon numero, massime di moricelli si è insinuato alli amministratori di piantarne altre. (...) Qui non vi sono prepotenze né risse, e dei capi di casa n° 317 che compone il preaccennato luogo, li più doviziosi che avranno mille lire di reddito annuo sono li signori: Giovanni Serra, Giovanni Battista Curto, Francesco Capra e Giambattista Bianco. Gli altri si mantengono e con l'economia e coll'agricoltura dei loro beni, giacché l'industria non puole recarli alcun utile per essere privi di commercio e di manifatture, che per l'ignoranza de' contadini non si troverebbe mezzo per introdurre. (...) Il giudice è non residente, e vi è un notaio, un medico, uno speziale e un chirurgo."

#### La realtà economica: vino, tartufi e fatiche
"Del reddito annuo (...) li abitatori non hanno a sufficienza per il loro mantenimento, per il cui supplemento, quale puole ascendere a seicento sacchi di granaglie, si suole parte ritraerne col prezzo di carra 250 di vino che, sovrabbondando al loro uso, per lo più si vende nelle città di Torino e d'Asti, e d'altra parte sono sollecitati a procacciarsele colle loro giornaliere fatiche e colla mietitura de' grani e risi nella provincia della Lomellina, come pure colla ricerca delle tarufole, quali in tempo di abbondante ritrovamento puonno profittarli lire trecento annue"

#### Il castello
"Il castello feudale, che resta situalo in mezzo al luogo, formato all'antica con alte e forti muraglie, munito d'abitazione civile, puole servire di ricovero alle truppe urbane in occasion di guerre, come è seguito nell'ultima invasion del nemico". 

#### L'agricoltura
Dai dati della Relazione riportati in apposite tabelle, si apprende che la superficie agricola del comune di Montegrosso era pari a 4.279 giornate (1.646 ettari). Le vigne ne occupavano la parte più rilevante, pari a 1.791 giornate (689 ettari). La produzione totale del vino nel 1750 risultò essere di 3.750 ettolitri, pari ad una resa bassissima di circa 5,5 ettolitri per ettaro. Tuttavia, come riportato in precedenza, oltre mille ettolitri venivano commercializzati sui mercato di Asti e Torino.
I campi seminativi occupavano 1.300 giornate (500 ettari). Il raccolto del grano risultò essere di 3.625 quintali, quello del mais di 849 quintali. 
I prati stabili occupavano 971 giornate (373 ettari). Già molto importante era l'allevamento del baco da seta, da cui si ricavavano 6000 chilogrammi di bozzoli. Meno importante la produzione di canapa e di lino, che ascendeva complessivamente a 2.250 kg di fibra.
L'allevamento dei bovini era molto diffuso, anzi essenziale per la sussistenza delle famiglie contadine. Si contavano all'epoca 128 buoi da lavoro e 336 vacche a triplice attitudine, cioè da lavoro, da latte e da carne. Da notare che, in media, ogni famiglia di Montegrosso possedeva almeno un capo di bestiame.

### Simboli
Lo stemma e il gonfalone del comune di Montegrosso d'Asti sono stati concessi con decreto del presidente della Repubblica del 18 febbraio 2011.
Le tre ruote e il motto sono tratti dal blasone della famiglia Roero.
Il gonfalone è un drappo troncato di rosso e di giallo.

## Società

### Evoluzione demografica
Abitanti censiti

## Infrastrutture e trasporti

### Linee ferroviarie
Presso la ex Stazione di Montegrosso, ora solamente fermata, passa la linea ferroviaria Asti–Genova. Lo scalo è servito dai treni regionali della direttrice Asti–Acqui Terme.
All'interno dei locali dell'edificio, accessibile dalla piazza antistante, è presente la Biblioteca Comunale, intitolata a Enrico Paulucci.

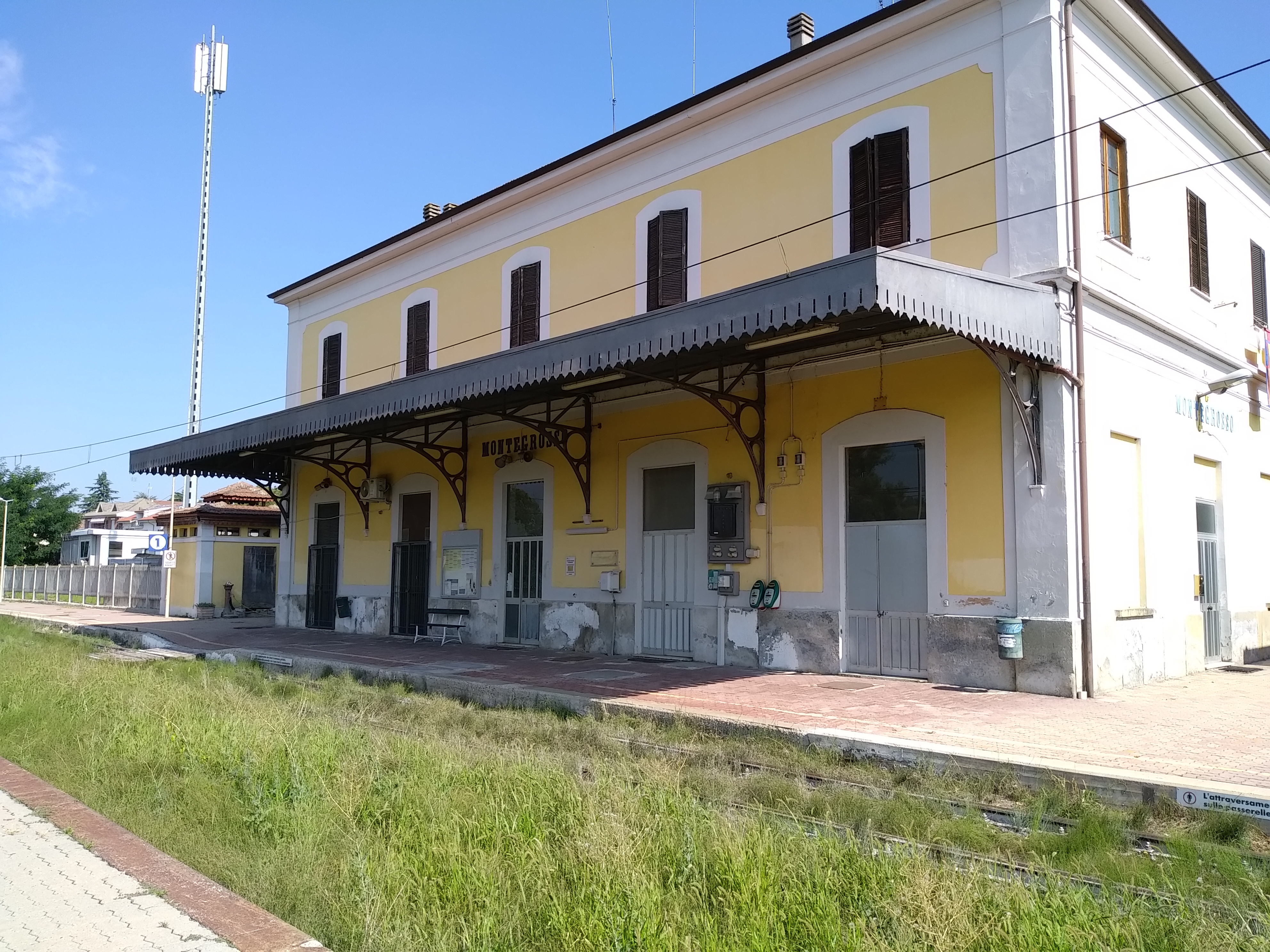
Edificio della ex stazione ferroviaria, ora solo fermata, di Montegrosso d'Asti

## Amministrazione
Di seguito è presentata una tabella relativa alle amministrazioni che si sono succedute in questo comune.
| Periodo          | Periodo          | Primo cittadino        | Partito                                 | Carica              | Note   |
| ---------------- | ---------------- | ---------------------- | --------------------------------------- | ------------------- | ------ |
| 28 novembre 1986 | 10 giugno 1990   | Franco Mondo           | Partito Socialista Democratico Italiano | Sindaco             | [ 24 ] |
| 10 giugno 1990   | 17 novembre 1993 | Luciana Piumatti Adamo | -                                       | Sindaco             | [ 24 ] |
| 17 novembre 1993 | 27 giugno 1994   | Domenico Corte         |                                         | Comm. straordinario | [ 24 ] |
| 27 giugno 1994   | 25 maggio 1998   | Delfina Mondo Pia      | -                                       | Sindaco             | [ 24 ] |
| 25 maggio 1998   | 28 maggio 2002   | Mauro Mondo            | lista civica                            | Sindaco             | [ 24 ] |
| 28 maggio 2002   | 29 maggio 2007   | Mauro Mondo            | lista civica                            | Sindaco             | [ 24 ] |
| 29 maggio 2007   | 7 maggio 2012    | Marco Curto            | lista civica                            | Sindaco             | [ 24 ] |
| 7 maggio 2012    | 10 giugno 2017   | Marco Curto            | lista civica Montegrosso per tutti      | Sindaco             | [ 24 ] |
| 11 giugno 2017   | 12 giugno 2022   | Marco Curto            | lista civica Montegrosso per tutti      | Sindaco             | [ 24 ] |
| 12 giugno 2022   | in carica        | Monica Masino          | lista civica Montegrosso per tutti      | Sindaco             | [ 25 ] |

## Galleria d'immagini

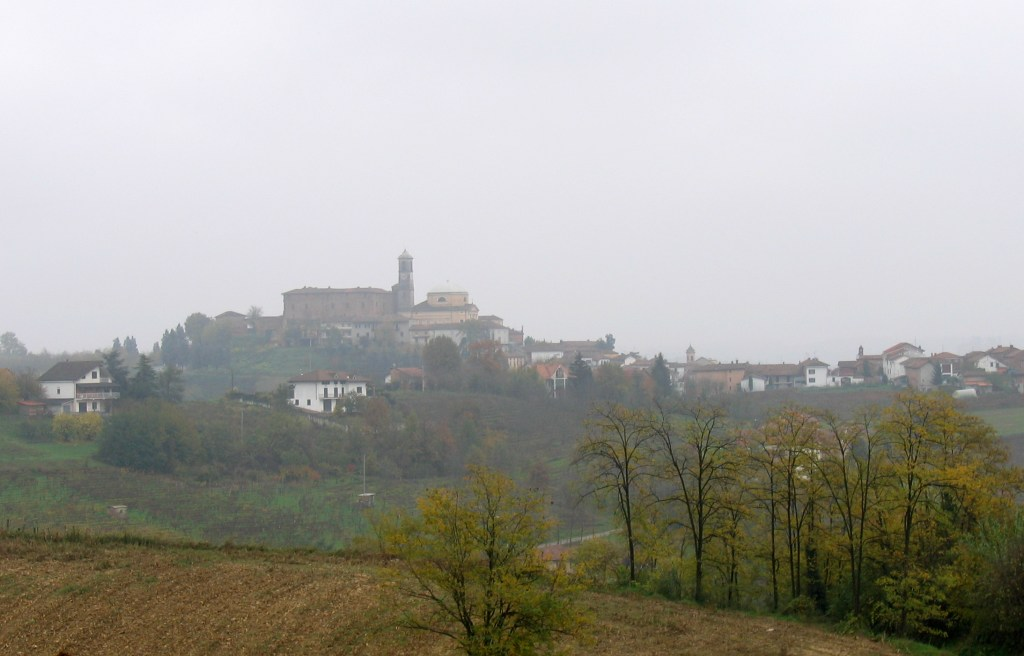
Montegrosso Paese visto da Vigliano
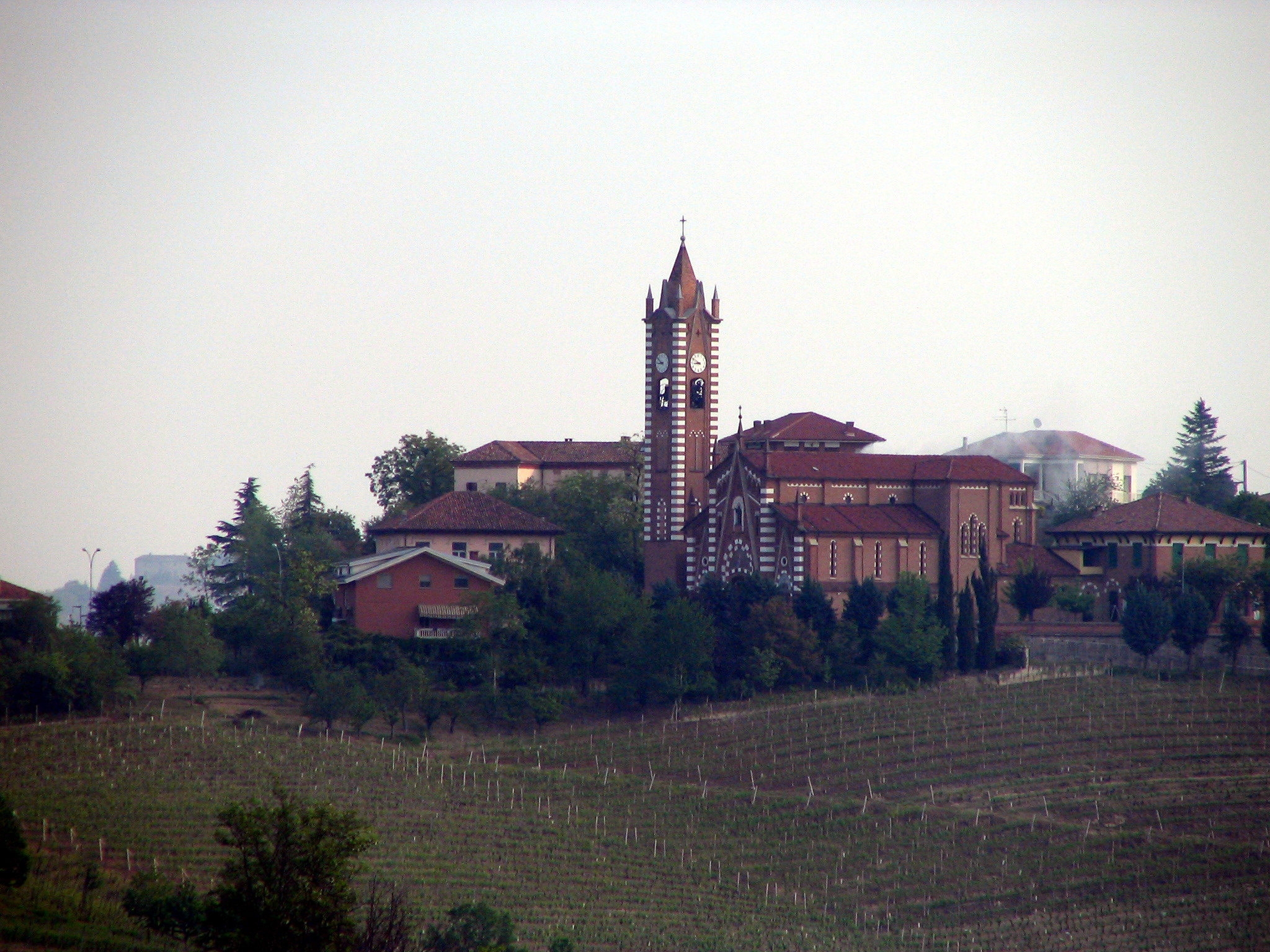
Santo Stefano di Montegrosso